# Robert Wells

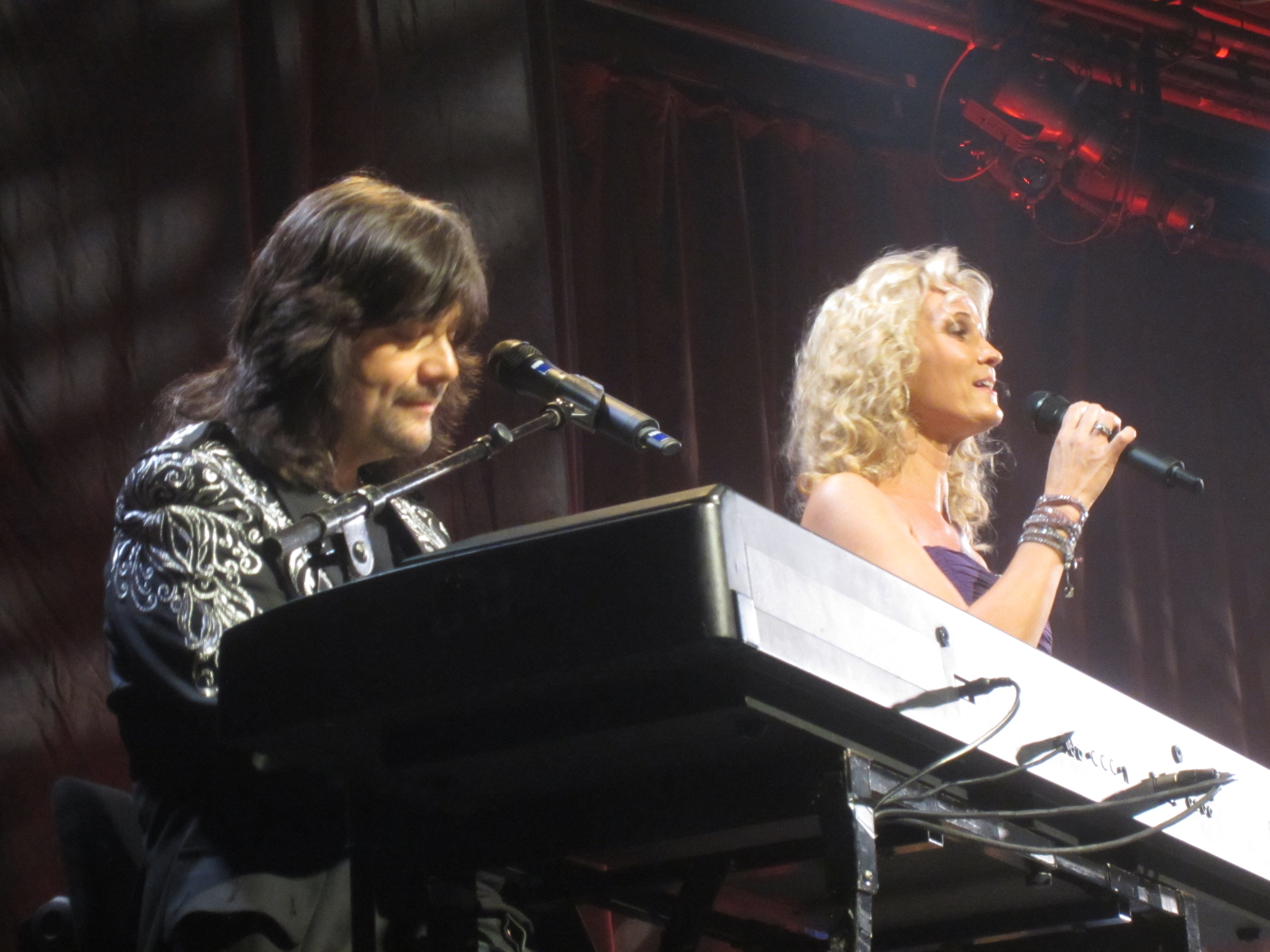
Robert Wells e Maria Sköld (cantora) em um concerto comemorativo para Charlie Norman no Scalateatern, Estocolmo, em novembro de 2013.

Robert Henry Arthur Wells (Estocolmo, 7 de abril de 1962) é um pianista, compositor e cantor sueco, mais conhecido pelo musical Rhapsody in Rock, que contém elementos do rock, do clássico e do boogie-woogie.

## Início da vida e carreira
Uma criança prodígio, Wells frequentou a Escola de Música Adolf Fredrik em Estocolmo aos 7 anos de idade em 1969 e quatro anos depois, aos 11 anos de idade, tornou-se a pessoa mais jovem a participar da Academia Real Sueca de Música. Com 16 anos de idade em 1978, Wells ganhou dois grandes concursos de talentos suecos. Wells também participou duas vezes no Melodifestivalen.
Wells foi o diretor musical de dois programas de televisão suecos. Wells apareceu regularmente em Så ska det låta, a versão sueca do The Lyrics Board.
A primeira turnê musical de Wells foi com a Orquestra de Leninegrado em 1991. A música de Wells foi escolhida como a música tema oficial da televisão para os Jogos Olímpicos de 2008 em Pequim.
Wells tocou piano durante a entrada da Bielorrússia no Festival Eurovisão da Canção 2010 em 25 de maio, realizado por 3+2.

## Discografia

### Álbuns
| Ano  | Álbum                                       | Posição nas paradas musicais | Posição nas paradas musicais | Posição nas paradas musicais | Certificações (SWE) |
| Ano  | Álbum                                       | SWE                          | NOR                          | DEN                          | Certificações (SWE) |
| ---- | ------------------------------------------- | ---------------------------- | ---------------------------- | ---------------------------- | ------------------- |
| 1987 | Robert Wells                                | 12                           | —                            | —                            |                     |
| 1988 | The Way I Feel                              | —                            | —                            | —                            |                     |
| 1989 | Rhapsody in Rock I                          | 30                           | —                            | —                            |                     |
| 1990 | Rhapsody in Rock II                         | —                            | —                            | —                            |                     |
| 1991 | Dubbelpianisterna - Hör och Häpna           | —                            | —                            | —                            |                     |
| 1993 | Rhapsody in Rock III                        | —                            | —                            | —                            |                     |
| 1994 | Robert Wells (Edição especial da Finlândia) | —                            | —                            | —                            |                     |
| 1996 | Norman and Wells (com Charlie Norman)       | 52                           | —                            | —                            |                     |
| 1998 | Rhapsody in Rock Complete                   | 6                            | —                            | —                            | Platinum            |
| 2000 | Rhapsody in Rock - World Wide Wells         | 19                           | —                            | —                            | Gold                |
| 2000 | Jingle Wells                                | 29                           | —                            | —                            | Gold                |
| 2001 | Rhapsody In Rock - Completely Live          | 6                            | —                            | —                            | Gold                |
| 2002 | Väljer sina klassiska favoriter             | —                            | —                            | —                            |                     |
| 2003 | Rhapsody In Rock The Complete Collection    | 1                            | —                            | —                            | Gold                |
| 2004 | Rhapsody In Rock - The Anniversary          | 5                            | 17                           | 18                           | Gold                |
| 2005 | Full House Boogie                           | 3                            | —                            | —                            |                     |
| 2008 | The Best of Rhapsody 1998-2008              | 6                            | —                            | —                            |                     |
| 2010 | Close Up Classics                           | 20                           | —                            | —                            |                     |
| 2013 | A Tribute to Charlie (Robert Wells Trio)    | 16                           | —                            | —                            |                     |

"—" denota lançamentos que não foram às paradas ou têm a colocação desconhecida.

### Singles
| Ano  | Single                       | Posição nas paradas musicais | Posição nas paradas musicais | Posição nas paradas musicais | Certificações (SWE) |
| Ano  | Single                       | SWE                          | NOR                          | DEN                          | Certificações (SWE) |
| ---- | ---------------------------- | ---------------------------- | ---------------------------- | ---------------------------- | ------------------- |
| 1986 | Upp på berget                | 13                           | —                            | —                            |                     |
| 1995 | Robert Trio                  | —                            | —                            | —                            |                     |
| 1997 | Spanish Rhapsody             | —                            | —                            | —                            |                     |
| 2000 | ROCKARIA                     | —                            | —                            | —                            |                     |
| 2003 | My Love (com Sofia Källgren) | —                            | —                            | —                            |                     |
| 2009 | Handful of Keys              | 1                            | —                            | —                            | Gold                |

### Vídeos
- 1987: Robert Wells

### DVDs
- 2002: Rhapsody In Rock - The Stadium Tour 2002
- 2004: Rhapsody In Rock - The Anniversary Tour
- 2005: Rhapsody In Rock- The 2005 Summer Tour

## Outras obras

### Livros
- 2003: Mitt Liv Som Komphund
- 2005: Rhapsody In Rock - Piano - Vol 1

## Prêmios e honras
- The Charlie Norman Honor Prize, 2011[6]
- H.M. Konungens medalj, tamanho 8 com fita azul, 2012[7]